# Quận Tolland, Connecticut
Quận Tolland là một quận ở đông bắc tiểu bang Connecticut, Hoa Kỳ. Năm 2010, dân số quận là người. Giống như các quận khác của tiểu bang, không có chính quyền quận do đó không có quận lỵ. 
Một phần của quận là một phần của khu vực đô thị Hartford và một phần là một phần của vùng đô thị thành phố Springfield, Massachusetts.

## Địa lý
Theo điều tra dân số Hoa Kỳ năm 2000, quận có tổng diện tích, quận có tổng diện tích 417,01 dặm vuông (1.080,1 km2), trong đó 410,07 dặm vuông (1.062,1 km2) (98,34%) là đất và 6,94 dặm vuông (18,0 km2) (1,66%) là mặt nước.